# David Petraeus
David Howell Petraeus (ur. 7 listopada 1952 w Cornwall-on-Hudson w stanie Nowy Jork) – amerykański wojskowy, generał US Army, naczelny dowódca sił koalicyjnych w Iraku (MNF-I) od 26 stycznia 2007 do 16 września 2008. Prezydent Barack Obama 23 czerwca 2010 mianował go dowódcą wojsk amerykańskich w Afganistanie w miejsce zdymisjonowanego gen. Stanleya McChrystala.
Ukończył Akademię w West Point, przez wiele lat kształcił się i pracował w placówkach edukacyjnych dla żołnierzy Armii Stanów Zjednoczonych, służąc zarazem, głównie jako oficer sztabowy, w jednostkach powietrznodesantowych.
Magazyn „Time” umieścił Petraeusa na 33. miejscu na liście stu najbardziej wpływowych przywódców i rewolucjonistów w 2007, a „The Daily Telegraph” na drugim na liście najbardziej wpływowych amerykańskich konserwatystów, zaś „Der Spiegel” nazwał go najbardziej szanowanym żołnierzem Ameryki.
Był jednym z kandydatów na wiceprezydenta Stanów Zjednoczonych w 2008.
30 czerwca 2011 został powołany jednogłośnie (stosunkiem głosów 94-0) na stanowisko dyrektora Centralnej Agencji Wywiadowczej przez Senat Stanów Zjednoczonych.
8 listopada 2012 zrezygnował ze stanowiska dyrektora Centralnej Agencji Wywiadowczej, podając jako przyczynę swój romans pozamałżeński. Prezydent Barack Obama przyjął ją, co zostało potwierdzone w opublikowanym 9 listopada oświadczeniu. Pojawiły się podejrzenia, że nie była to jedyna przyczyna podania się do dymisji; przykładowo analityczka z telewizji CNN stwierdziła, że „generał nie czuł się najlepiej w CIA i nie był tam dobrze przyjęty”.

## Wczesne lata
Ojciec Davida, Sixtus, z pochodzenia Holender, był kapitanem żeglugi, który wyemigrował do USA w pierwszych latach II wojny światowej; w nowej ojczyźnie kontynuował pracę w zawodzie jako kapitan transportowca typu Liberty. Sixtus poślubił Amerykankę i osiedlił się w Cornwall-on-Hudson w stanie Nowy Jork – tam właśnie urodził się, dorastał i w 1970 ukończył szkołę średnią David Petraeus. Z tamtych czasów pozostało mu przezwisko peaches (ang. brzoskwinie) wywodzące się od nazwiska wymówionego błędnie w ten sposób, iż brzmieniem upodobniło się do słowa peaches lub z braku zarostu na twarzy.
Petraeus kontynuował edukację w Akademii Wojskowej w West Point. W czasie studiów był członkiem drużyny piłkarskiej i narciarskiej, a kończąc studia w 1974, został sklasyfikowany na 43. pozycji wśród studentów swojego rocznika, w którego kronice opisany został jako „zawsze dający z siebie wszystko w sporcie, nauce, przywództwie i życiu towarzyskim”.

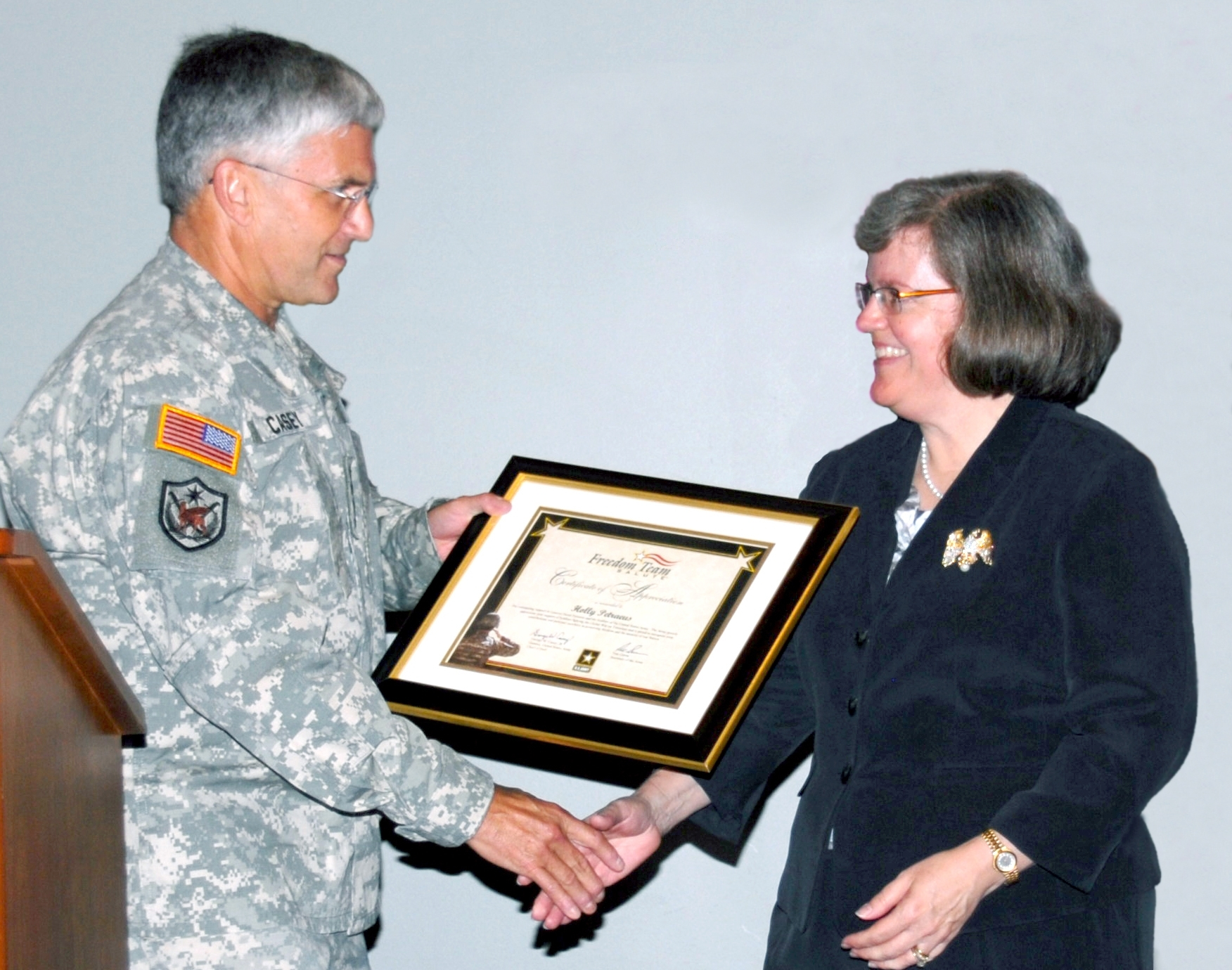
Po prawej żona Davida Petraeusa – Holly, październik 2007

Dwa miesiące po odebraniu dyplomu Petraeus ożenił się z Holly Knowlton, absolwentką Dickinson College i córką emerytowanego generała Williama A. Knowltona, wówczas dyrektora Akademii w West Point. Para ma dwójkę dorosłych już dzieci.

## Kariera w armii

### Edukacja i kariera naukowa
Ukończywszy Akademię w West Point w roku 1974, Petraeus powrócił do niej siedem lat później, zdobywając Nagrodę im. Gen. George’a Marshalla dla najlepszego absolwenta United States Army Command and General Staff College w roczniku 1983 w Fort Leavenworth. Następnie zdobył tytuł magistra administracji publicznej i, w 1987, doktorat w stosunkach międzynarodowych w Woodrow Wilson School of Public and International Affairs będącej częścią Uniwersytetu Princeton (jego rozprawa doktorska nosiła tytuł Amerykańskie siły zbrojne i lekcja [wyniesiona z] Wietnamu. Studium wpływu militarnego i użycie siły w erze powietnamskiej), po czym pracował jako wykładowca (ang. assistant professor) stosunków międzynarodowych w West Point. Odbył też stypendium w Edmund A. Walsh School of Foreign Service na Uniwersytecie Georgetown w latach 1994–1995, chociaż przed jego upłynięciem został powołany do służby na Haiti.
Od końca 2005 do lutego 2007 Petraeus służył jako dowódca Fort Leavenworth w stanie Kansas i znajdującego się tam U.S. Army Combined Arms Center. Jako dowódca CAC Petraeus był odpowiedzialny za nadzór nad Command and General Staff College i siedemnastoma innymi szkołami, ośrodkami i programami treningowymi, jak i za rozwój instrukcji US Army, trenowanie jej oficerów i nadzór nad ośrodkiem zajmującym się zbieraniem i wprowadzaniem w życie zebranych doświadczeń. Podczas jego służby w CAC Petraeus i generał Korpusu Marines James Mattis wspólnie nadzorowali powstanie antypartyzanckiej instrukcji polowej nr 3-24.

### Doświadczenie bojowe
Ukończywszy West Point w 1974, został wcielony do Armii jako oficer piechoty i przydzielony do 509. batalionu powietrznodesantowego stacjonującego w Vicenzy. Od tamtego czasu lekka piechota pozostaje głównym elementem jego kariery, przedzielanej jednak przydziałami do jednostek zmechanizowanych, sztabów i placówek edukacyjnych. Po opuszczeniu 509 Batalionu w randze porucznika (ang. First Lieutenant) Petraeus trafił do sztabu 2. brygady 24 Dywizji Piechoty stacjonującej w Fort Stewart w stanie Georgia, a w 1979, awansując do stopnia kapitana, otrzymał dowodzenie kompanią A 2. batalionu 19 Pułku Piechoty Zmechanizowanej. W latach 1978–1979 służył też w 1. batalionie 30. Pułku Piechoty Zmechanizowanej 3. Dywizji Piechoty Zmechanizowanej.
W 1981 Petraeus został adiutantem dowódcy 24 Dywizji Piechoty Zmechanizowanej. Spędził znaczną część lat 80. w Fort Leavenworth i West Point, pobierając dalsze wykształcenie wojskowe. Zdobywszy doktorat i wciąż wykładając w West Point, Petraeus wspinał się po kolejnych szczeblach kariery, zostając asystentem gen. Johna Galvina, Naczelnego Dowódcy Połączonych Sił Zbrojnych NATO w Europie, a następnie gen. Carla Vuono, Szefa Sztabu US Army w Waszyngtonie.
Po awansie na podpułkownika (ang. lieutenant colonel) Petraeus trafił do Fort Campbell w Kentucky, gdzie w latach 1991–1993 dowodził 3. batalionem 187. pułku piechoty 101 Dywizji Powietrznodesantowej. W tej roli przeżył wypadek, który mógł skończyć się jego śmiercią – podczas ćwiczeń z ostrą amunicją jeden z żołnierzy potknął się i jego karabin wystrzelił, trafiając Petraeusa w klatkę piersiową. Przewieziono go do Vanderbilt University Medical Center w Nashville, gdzie przeszedł operację, którą przeprowadził przyszły senator, Bill Frist. Petraeus został zwolniony ze szpitala już po kilku dniach, kiedy wykonał pięćdziesiąt pompek bez odpoczynku.

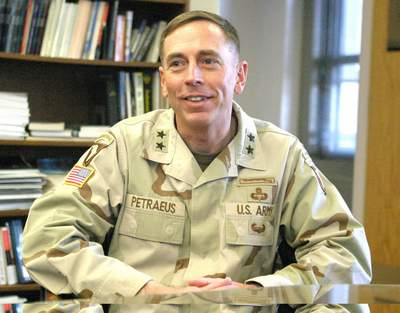
David Petraeus w lutym 2004, jeszcze jako generał dywizji US Army

W latach 1993–1994 Petraeus wciąż pracował w 101. DPD, już jako asystent szefa sztabu. W 1995 został przydzielony do sztabu misji ONZ na Haiti jako szef operacji wojskowych w trakcie operacji Uphold Democracy, a następnie na dwa lata został dowódcą 1 Brygady 82 Dywizji Powietrznodesantowej. Gdy przebywał na tym stanowisku, Tom Clancy w książce Airborne opisał cykl treningowy brygady Petraeusa, który ta odbyła w Fort Polk’s Joint Readiness Training Center. Od 1997 do 1999 Petraeus służył w Pentagonie jako asystent Dyrektora Połączonych Sztabów, a następnie Przewodniczącego Kolegium Połączonych Szefów Sztabów, gen. Henry’ego Sheltona. W 1999, będąc już w randze generała brygady (ang. Brigadier General), Petraeus powrócił do 82 DPD jako asystent jej dowódcy ds. operacji, a przez krótko piastował nawet stanowisko samego dowódcy. W tym okresie dywizja została wysłana do Kuwejtu w ramach operacji Desert Spring – trwającej od czasu wojny w Zatoce Perskiej rotacji sił w tym kraju.
Z 82 DPD przeniesiono go na stanowisko szefa Sztabu XVIII Korpusu Powietrznodesantowego w Fort Bragg. W 2000 po raz drugi został ciężko ranny, kiedy podczas cywilnego skoku spadochronowego jego spadochron zapadł się osiemnaście metrów nad ziemią; wskutek upadku Petraeus złamał miednicę. W 2001 został awansowany na stopień generała dywizji (ang. Major General).
W latach 2001–2002 Petraeus odbył dziesięciomiesięczną służbę w Bośni i Hercegowinie w ramach operacji Joint Forge, gdzie był asystentem szefa sztabu SFOR ds. operacji i zastępcą dowódcy U.S. Joint Interagency Counter-Terrorism Task Force, które to stanowisko stworzono po atakach z 11 września, by zwiększyć zdolność przeprowadzania działań antyterrorystycznych przez amerykańskie siły działające w ramach sił NATO w Bośni. W maju 2004 Petraeus został awansowany do stopnia generała broni (ang. Lieutenant General), a w lutym 2007 do stopnia „pełnego” generała.

### Zaangażowanie w Iraku

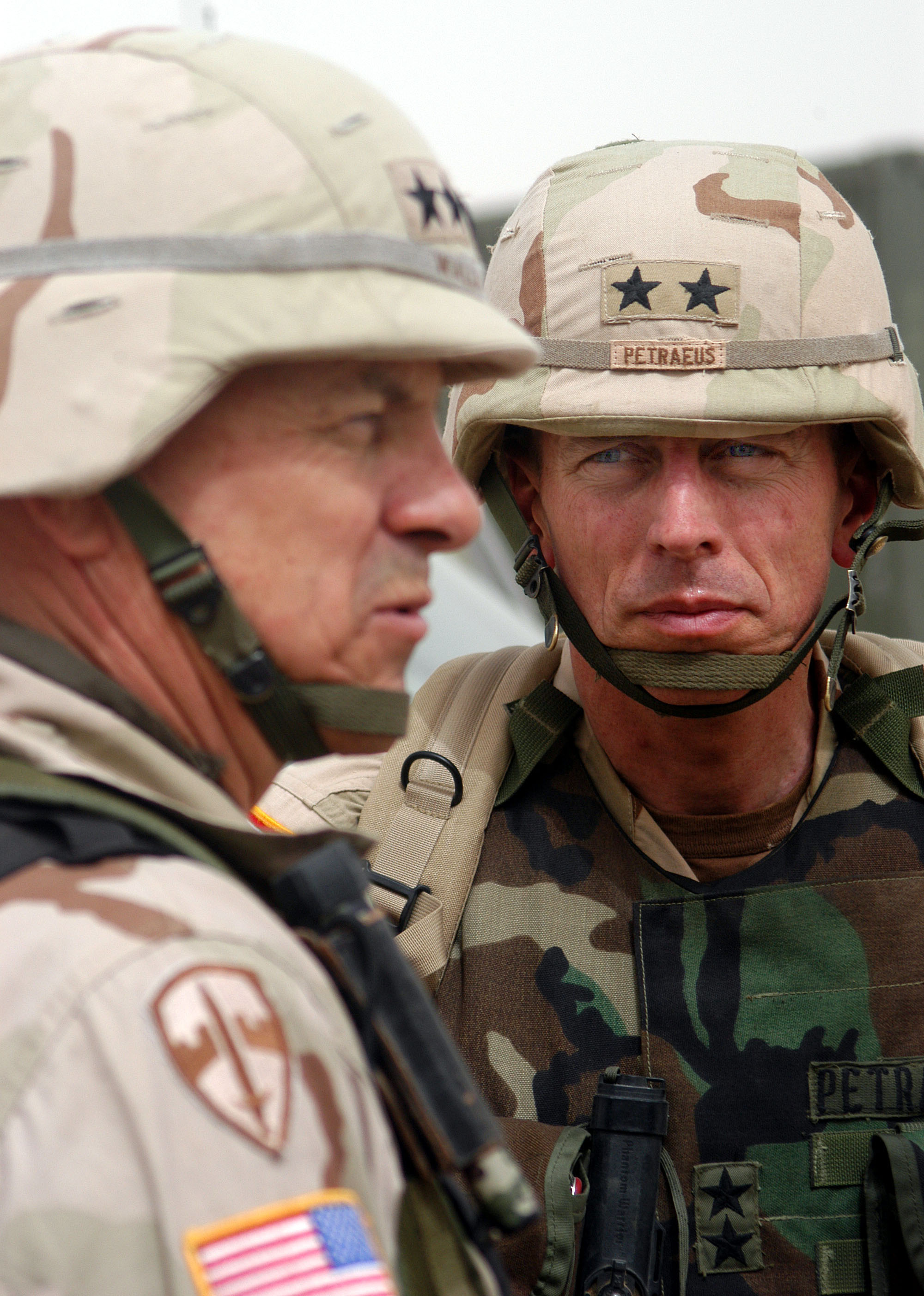
Generałowie David Petraeus (po prawej) i William S. Wallace w Kuwejcie; gen. Wallace przemawia do żołnierzy 101 DPD, marzec 2003

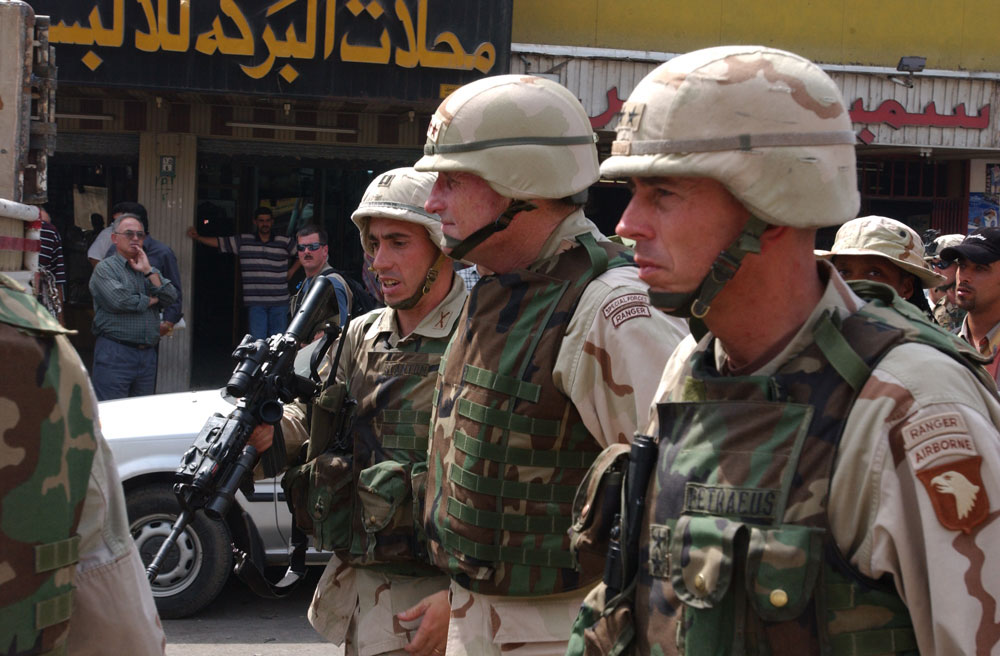
Generałowie David Petraeus i Peter Schoomaker podczas patrolu w Mosulu, sierpień 2003

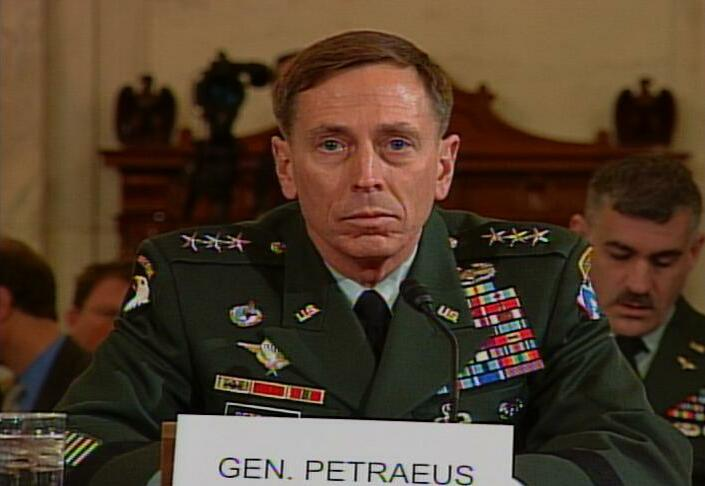
Przesłuchanie gen. Davida Petraeusa przed senacką Komisją ds. Sił Zbrojnych w ramach procedury nominacji na dowódcę MNF-I, styczeń 2007

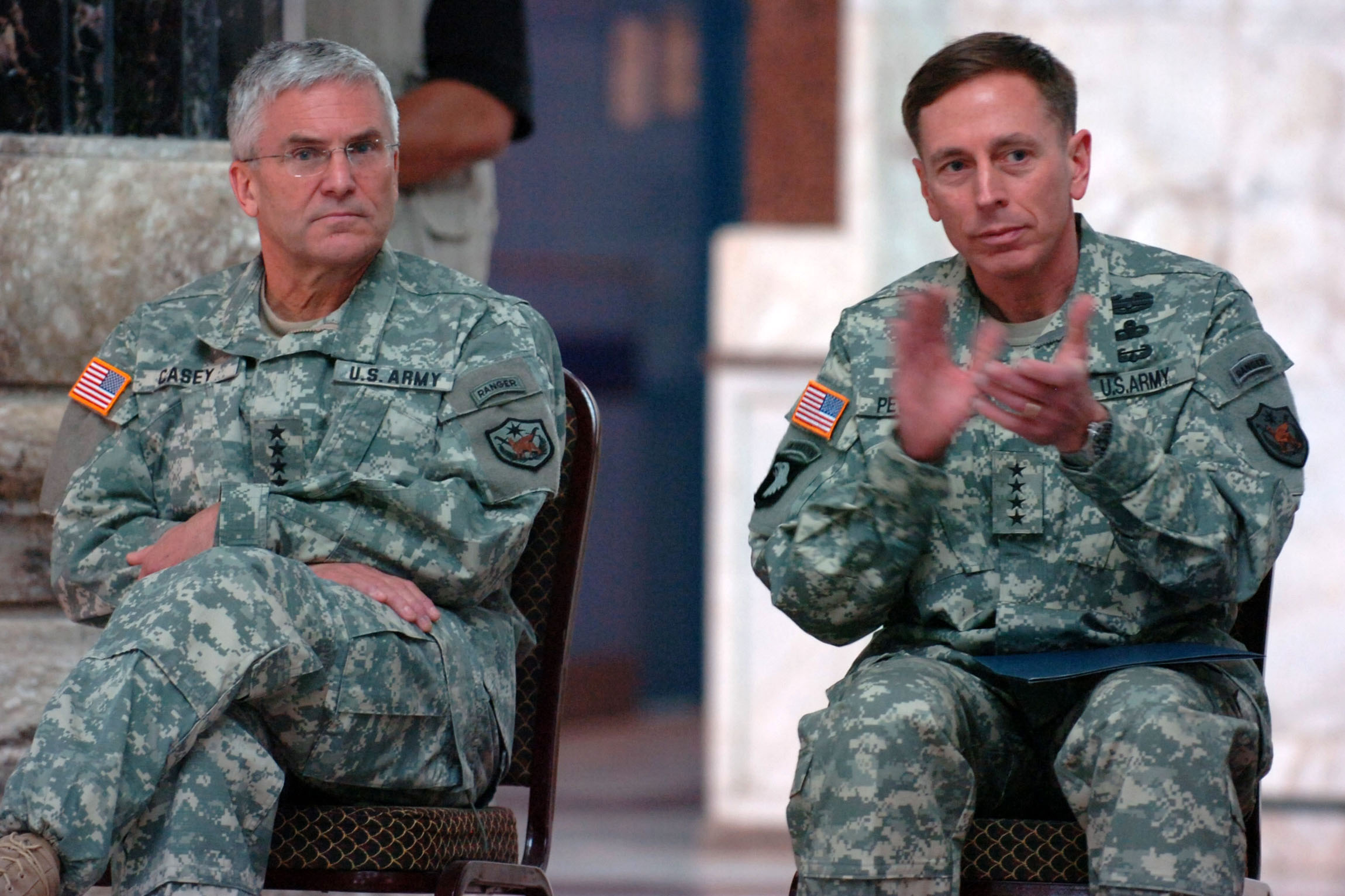
Generałowie George Casey i David Petraeus podczas ceremonii przekazania dowództwa nad MNF-I, luty 2007

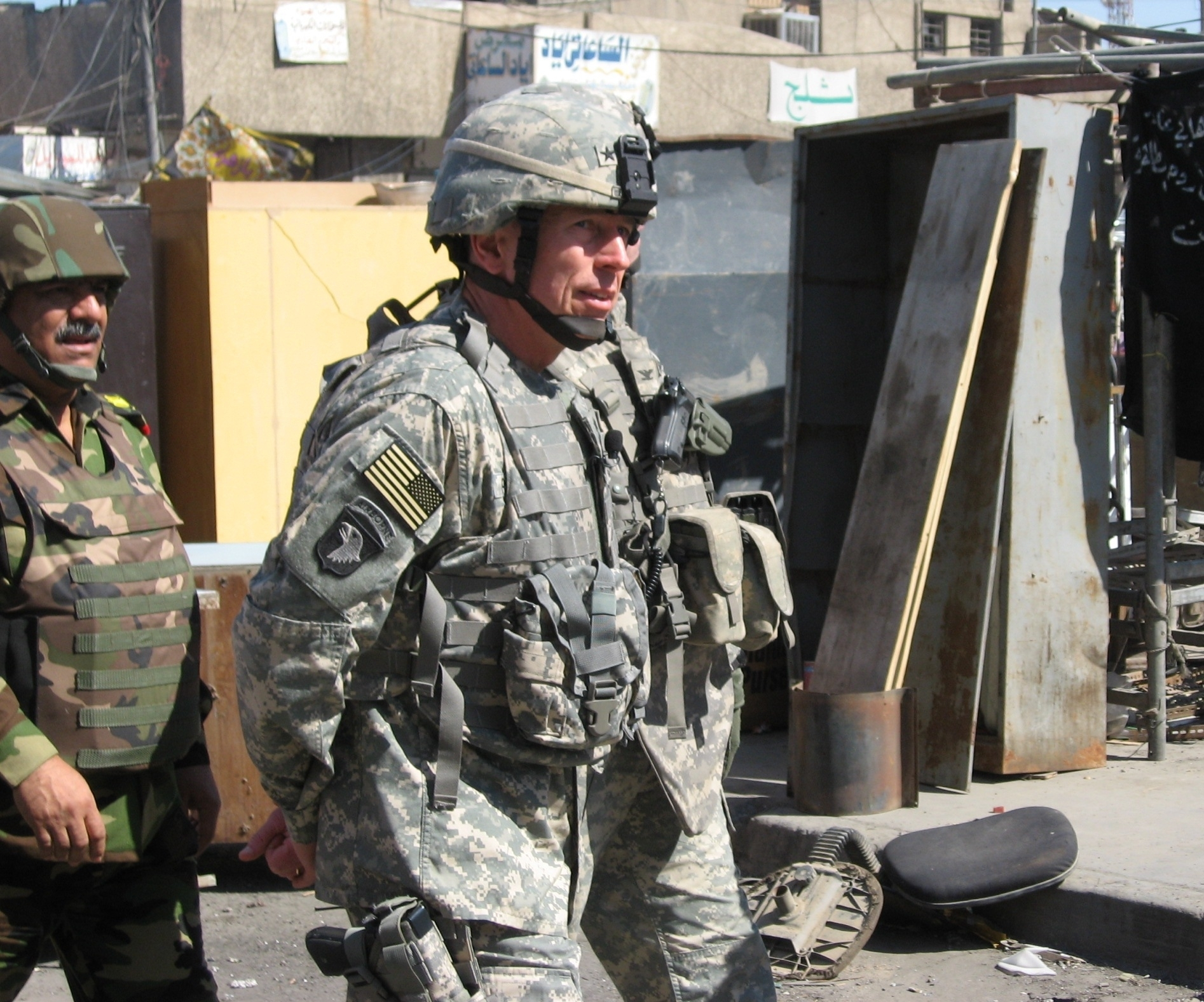
Gen. Petraeus podczas inspekcji na targowisku Zafaranija w północno-wschodniej części Bagdadu, który w lutym 2007 stał się celem zamachu bombowego, w którym zginęło ponad 50 osób, marzec 2007

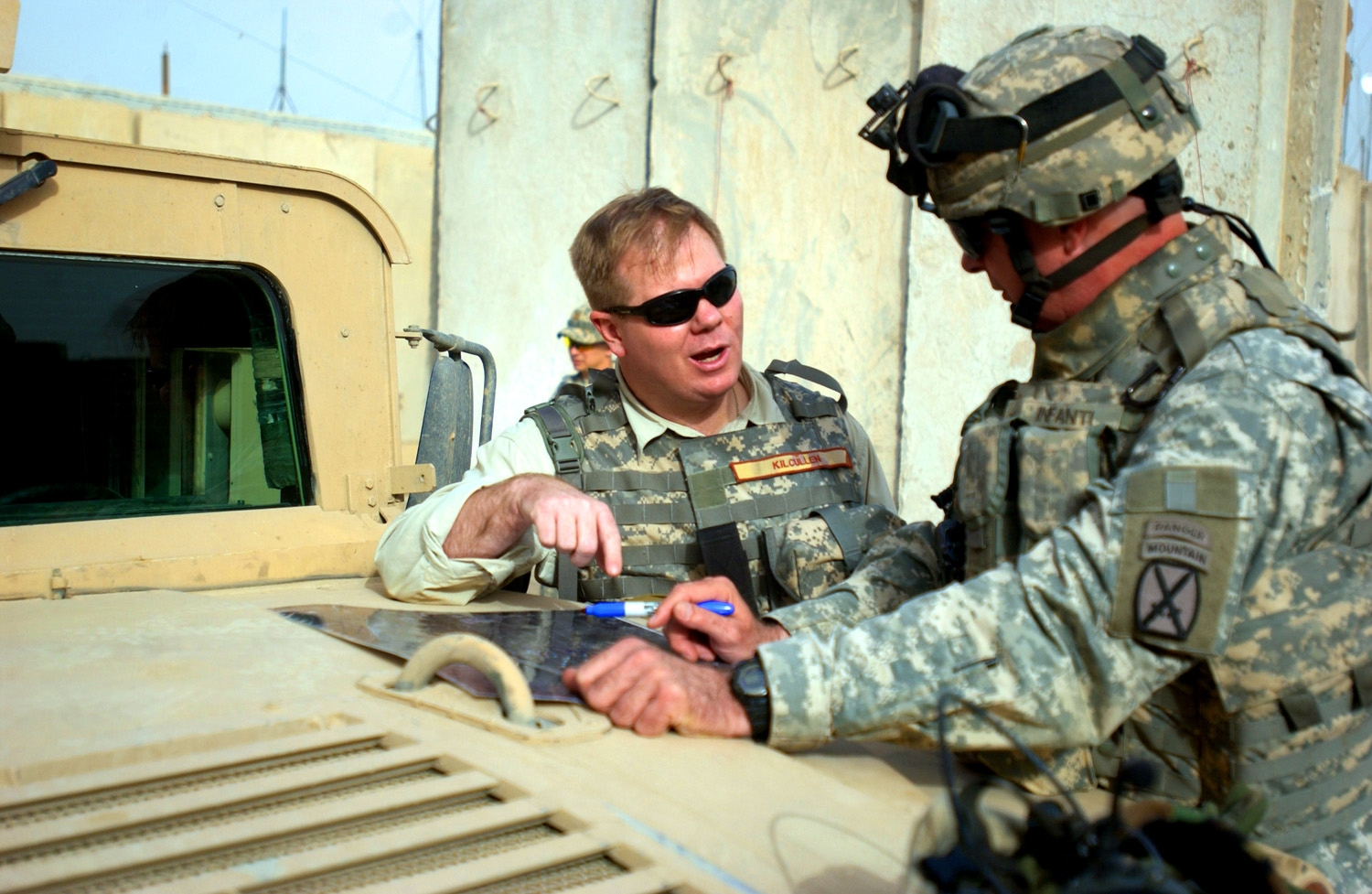
David Kilcullen, doradca gen. Petraeusa (z lewej), z podpułkownikiem Infantim z 10. Dywizji Górskiej w Iraku, czerwiec 2007

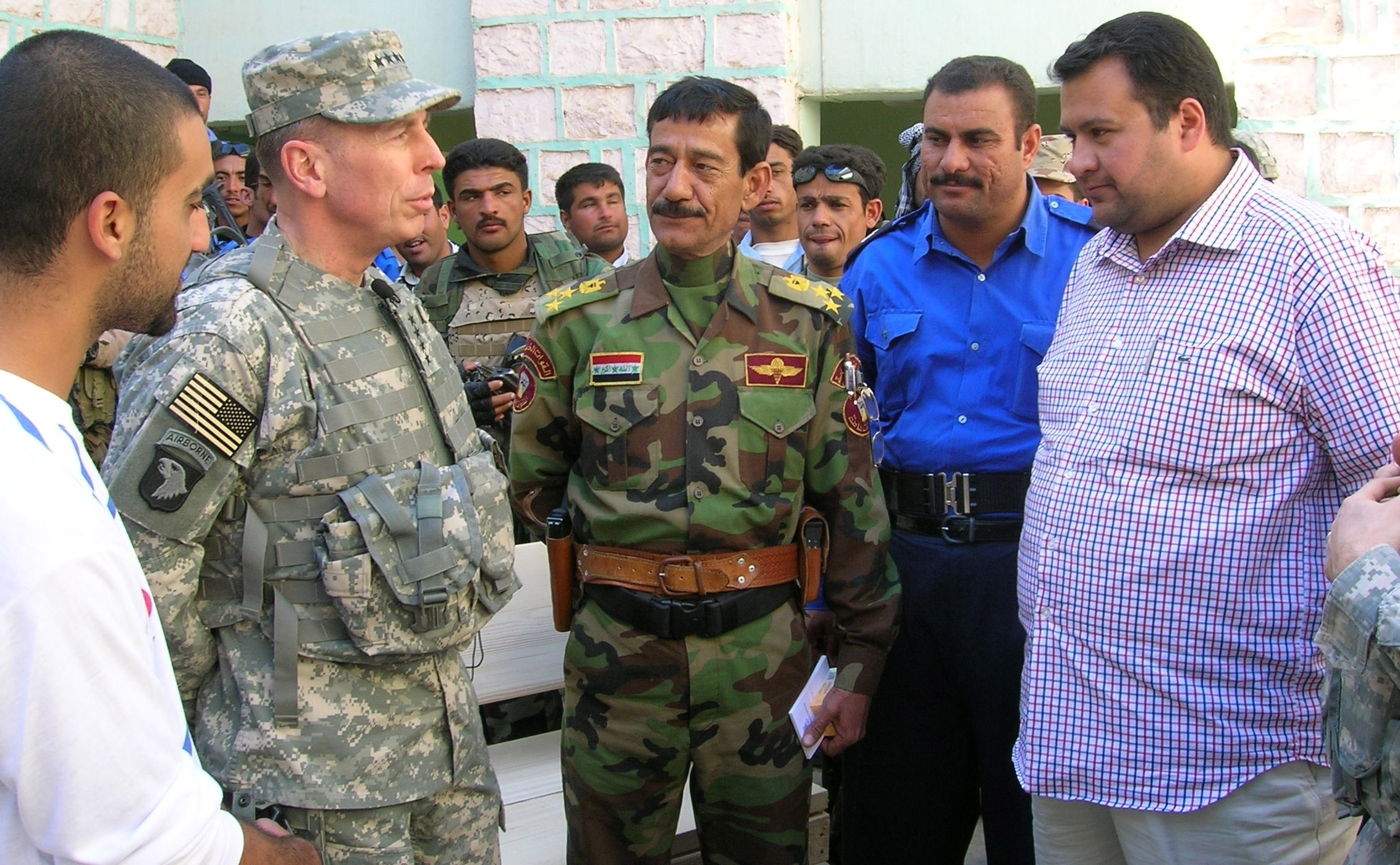
Gen. Petraeus z irackimi żołnierzami i cywilami, marzec 2007

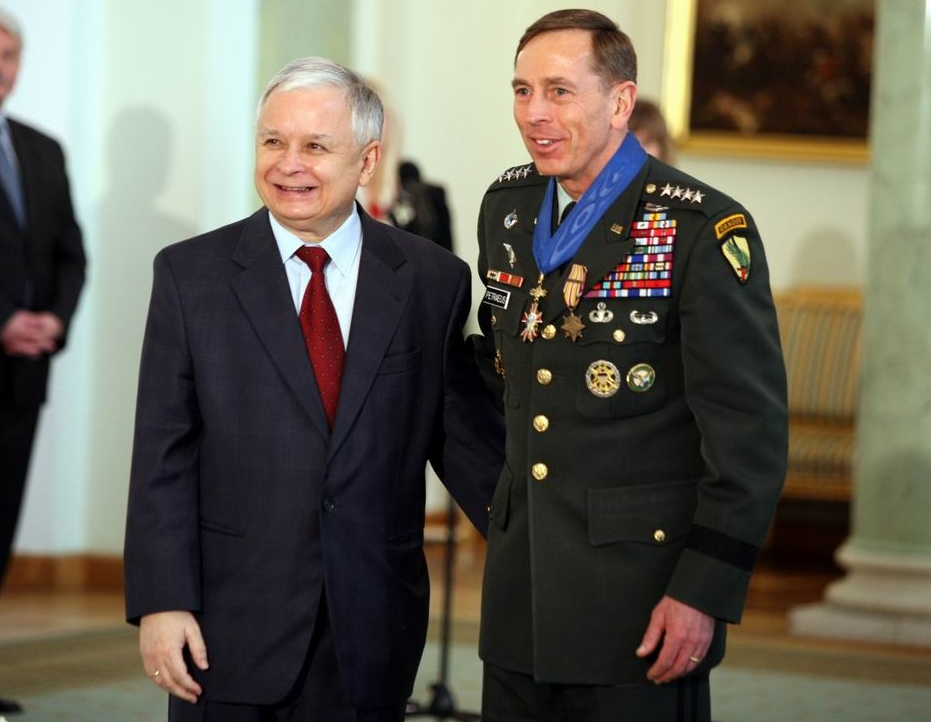
Odznaczenie gen. Petraeusa przez prezydenta RP Lecha Kaczyńskiego, kwiecień 2010

W 2003 Petraeus, wówczas generał major, po raz pierwszy wziął udział w walce jako dowódca 101 DPD podczas marszu V Korpusu na Bagdad. W kampanii opisanej przez dziennikarza „The Washington Post”, Ricka Atkinsona, w książce In the Company of Soldiers Petraeus prowadził swoją dywizję w czasie walk w Karbali, Hilli i Nadżafie.
Po upadku Bagdadu dywizja przeprowadziła najdłuższy w historii atak śmigłowcowy, by dotrzeć do prowincji Niniwa, gdzie miała spędzić większość roku 2003. 1 Brygada odpowiedzialna była za obszar na południe od Mosulu, 2. za samo miasto, a 3. za rejon aż do granicy z Syrią. Często powtarzaną anegdotą o Petraeusie z tego czasu jest pytanie, jakie miał zadać Rickowi Atkinsonowi: „Powiedz mi, jak to się skończy”, co uznano za dowód, iż generał szybko zrozumiał, z jakimi kłopotami będzie trzeba się zmierzyć po obaleniu Saddama Husajna.
Petraeus nadzorował program robót publicznych i politycznej rewitalizacji w Mosulu, inicjując 4500 projektów odbudowy (m.in. ponowne otwarcie Uniwersytetu w Mosulu). The New York Times stwierdził, iż od pierwszego dnia ich pobytu w Mosulu kompania Bravo i reszta 101. Dywizji Powietrznodesantowej zostali obarczeni dziesiątkami innych zadań, samymi zdecydowanie niemilitarnymi, spowodowanymi nieodpowiednim przygotowaniem cywilnych przywódców w Waszyngtonie i Bagdadzie do okupacji Iraku. Irakijczycy nadali Petraeusowi biblijne przezwisko „Król Dawid”, które zostało następnie podchwycone przez niektórych jego kolegów. Newsweek stwierdził, iż „jest powszechnie przyjmowane, że żadna siła nie pracowała mocniej, by zdobyć irackie serca i umysły niż 101. DPD dowodzona przez Petraeusa”, który zdecydowanie popierał użycie funduszy pozostających do dyspozycji dowódców na cel robót publicznych i przekonując administratora Paula Bremera, iż „pieniądze są amunicją”. Stwierdzenie to, często potem powtarzane, stało się w końcu częścią polowej instrukcji przeciwpartyzanckiej, której współautorem był Petraeus.
Dyplomata Peter Galbraith skrytykował sposób dowodzenia dywizją przez Petraeusa, mówiąc, że jego osiągnięcia są wyolbrzymiane. Dla „The New York Review of Books” napisał, że „Petraeus ignorował ostrzeżenia ze strony kurdyjskich sojuszników Amerykanów, iż wyznacza niewłaściwych ludzi na kluczowe stanowiska w lokalnej polityce i policji Mosulu. Kilka miesięcy po opuszczeniu przez niego miasta wyznaczony przez Petraeusa dowódca lokalnej policji zdezerterował do irackiej partyzantki, podczas gdy policjanci-Sunnici masowo oddawali jej swoje mundury i broń”. Ahmed S. Hashim napisał w Insurgency and Counter-Insurgency in Iraq, że początkowo „miasto było ciche, ponieważ było bazą wypadową dla ataków w innych miejscach”, ale „przed końcem 2003 pogrążyło się w spirali przemocy”.
„The Guardian” zacytował anonimowego amerykańskiego dyplomatę, który stwierdzić miał, że „Mosul praktycznie się zawalił, kiedy [Petraeus] wyjechał”. The San Francisco Chronicle stwierdził, że do końca 2004 iraccy partyzanci przejęli większość Mosulu, paląc posterunki policji i zmuszając Amerykanów do ewakuacji z baz. Joe Klein z „Time’a”, przedstawił spostrzeżenie, iż odpowiada za to ówczesny sekretarz obrony” Donald Rumsfeld, który wprowadził radykalne zmiany w systemie zarządzania miastem.
W czerwcu 2004, niecałe sześć miesięcy po powrocie 101. DPD do Stanów, Petraeus awansował na generała porucznika i otrzymał zadanie prowadzenia szkolenia nowej armii irackiej jako dowódca Multi-National Security Transition Command – Iraq. We wrześniu 2004 napisał artykuł dla „The Washington Post”, w którym pochwalił postępy czynione przez Irakijczyków. Były minister Tymczasowej Rady Zarządzającej, Ali Allawi, napisał w The Occupation of Iraq: Winning the War, Losing the Peace, iż „pod samymi nosami dowództwa ds. transformacji bezpieczeństwa oficjele zarówno z, jak i spoza ministerstwa obrony planowali sprzeniewierzenie większości, jeśli nie całości, budżetu armii”.
„The Washington Post” w sierpniu 2007 ogłosił, że Pentagon stracił ślad po około 30% broni dostarczonej irackim siłom bezpieczeństwa. General Accounting Office twierdzi, że rozprowadzanie uzbrojenia było prowadzone pośpiesznie, na chybił, trafił i nie przystawało do przyjętych procedur, zwłaszcza w latach 2004–2005, kiedy szkoleniem kierował Petraeus. Ponad sto tysięcy karabinów AK-47 i pistoletów trafiło w niewłaściwe miejsca, zagubiono tysiące kamizelek kuloodpornych, część brakującej broni mogła być przejęta przez iracką partyzantkę. „The Independent” stwierdził, że według wojska „sytuacja była tak pilna, a agencje odpowiedzialne za monitorowanie rozprowadzania broni cierpiały na takie braki kadrowe, że dowódcy polowi nie mieli w tej kwestii wyboru”. Pentagon rozpoczął w tej kwestii własne dochodzenie.

#### Jako dowódca MNF-I
W styczniu 2007 prezydent George W. Bush ogłosił, iż Petraeus zastąpi gen. George’a Caseya w roli głównodowodzącego Multi-National Force – Iraq i amerykańskich wojsk w Iraku. 24 stycznia Petraeus złożył przed senatem zeznania na temat swoich pomysłów odnośnie do tego kraju, a zwłaszcza strategii „przypływu” (ang. surge) – zwiększenia obecności amerykańskiej w Bagdadzie, którą popiera zgodnie z klasyczną doktryną przeciwpartyzancką. Strategia tak, jak i pomysły włączone przez Petraeusa w Instrukcji Polowej 3-24, zostały przez niektórych dziennikarzy nazwane „Dokrytną Petraeusa”, chociaż sam „przypływ” został zaproponowany na długo przed objęciem przezeń dowodzenia. Pomimo obaw większości Demokratów i kilku senatorów republikańskich odnośnie do wprowadzenia „Dokrytny Petraeusa” w Iraku, zwłaszcza odnośnie do „przypływu” wojsk, 27 stycznia został jednogłośnie zatwierdzony na stopień czterogwiazdkowego generała i dowódcę MNF-I.
Przed wyjazdem do Iraku Petraeus zwerbował jako swoich doradców pewną liczbę wysoko wyszkolonych oficerów (nadano im przezwisko „chłopcy Petraeusa” lub „wyznaczeni myśliciele”), wśród nich płk Mike’a Meese’a, szefa Departamentu Nauk Społecznych w West Point i płk H.R. McMastera, który zasłynął jako dowódca w wojnie w Zatoce Perskiej, jak i jako autor rozprawy doktorskiej pod tytułem Dereliction of Duty (opublikowanej następnie jako książka) o stosunkach cywilno-wojskowych w czasie wojny wietnamskiej, a także australijskiego podpułkownika Davida Kilcullena, pracującego dla Departamentu Stanu USA.
Od przejęcia dowodzenia MNF-I 10 lutego 2007 Petraeus przeprowadzał inspekcje amerykańskich i irackich jednostek w całym kraju, odwiedzał posterunki w Bagdadzie, Tikricie, Bakubie, Ar-Ramadi i Al-Hit. W kwietniu 2007 po raz pierwszy w nowej roli odwiedził Waszyngton, składając Kongresowi i prezydentowi Bushowi raport w sprawie postępów „przypływu” i ogólnej sytuacji w Iraku. Podczas wizyty spotkał się też prywatnie z członkami Kongresu, sprzeciwiając się ponoć ustaleniu terminarza wycofywania się amerykańskich wojsk z Iraku.
Do maja 2007 Kongres nie zatwierdził żadnego terminarza w ramach przydzielania funduszy na wojnę Przegłosowano za to, iż Petraeus i amerykański ambasador w Iraku, U.S., Ryan Crocker, mają do 15 września 2007 złożyć Kongresowi szczegółowy raport przedstawiający ich ocenę wojskowej, gospodarczej i politycznej sytuacji Iraku. Pomimo że Petraeus oznajmił w czerwcu 2007, że w Bagdadzie są „oszałamiające oznaki normalności”, co ściągnęło nań krytykę ze strony przewodniczącego większości w Senacie, Harry’ego Reida, Petraeus ostrzegł, że według niego sytuacja w Iraku wymagać będzie dalszego utrzymywania tam żołnierzy, po wrześniu 2007 ponad 150 tysięcy, a amerykańska obecność tam trwać może jeszcze wiele lat.

##### „Raport Petraeusa”
W lipcu 2007 Petraeus przedstawił międzyokresowy Raport dla Kongresu w sprawie sytuacji w Iraku, w którym stwierdził, iż siły koalicji osiągnęły zadowalający postęp w sześciu z osiemnastu punktów wskazanych przez Kongres. 7 września w liście adresowanym do dowodzonych przez siebie oddziałów Petraeus napisał, że poczyniono wielkie postępy wojskowe, ale nie osiągnięto spodziewanego postępu politycznego. Ostateczny raport został przedstawiony 10 września.
15 sierpnia 2007 „Los Angeles Times” napisał, że według anonimowych przedstawicieli administracji raport „został w istocie napisany przez Biały Dom”. Petraeus oznajmił jednak Kongresowi, że napisał zeznanie (którego nie składał pod przysięgą) sam i dodał, że nie zostało zatwierdzone ani omówione z nikim, ani w Pentagonie, ani w Białym Domu, ani w Kongresie.
Przewodniczący Większości w Senacie, demokrata Harry Reid, stwierdził, że plan Petraeusa to „ciąg dalszy tego samego” i nie stanowi potrzebnej zmiany charakteru misji. Robert Wexler z tej samej partii oskarżył Petraeusa o wybiórcze traktowanie statystyk. Przewodniczący Komisji Spraw Zagranicznych Izby Reprezentantów, Tom Lantos, nazwał generała i ambasadora Ryana Crockera „dwojgiem z naszego narodu najbardziej zdolnych urzędników państwowych” i dodał, że Partia Demokratyczna „szanuje ich profesjonalizm”, ale nie można już „przyjmować ich twierdzeń na temat Iraku na piękne oczy”. Duncan Hunter ubiegający się o nominację z ramienia Partii Republikańskiej na kandydata do wyborów prezydenckich w 2008 nazwał raport szczerą, niezależną, uczciwie przedstawioną analizą, a senator Jon Kyl z Arizony pochwalił generała Petraeusa za „uczciwą i prostolinijną ocenę sytuacji w Iraku”. Sprzeciwiający się wojnie republikański senator Chuck Hagel z Nebraski skrytykował raport, ale zaraz bronił Petraeusa, mówiąc: „To nie pana wina, generale. To nie wina ambasadora Crockera. To wina tej [tzn. prezydenta Busha] administracji”.
Wspólny sondaż USA Today i Instytutu Gallupa przeprowadzony po złożeniu przez Petraeusa raportu wykazał, że praktycznie nie nastąpiła zmiana w postrzeganiu wojny przez opinię publiczną, ale wyniki sondażu Pew Research Center pokazały, iż większość Amerykanów, którzy usłyszeli o raporcie, popiera sugestie generała.
20 września Senat, przy poparciu wszystkich 49 senatorów republikańskich i 22 demokratycznych, przegłosował poprawkę zaproponowaną przez republikanina Johna Cornyna z Teksasu mającą „zdecydowanie potępić ataki na honor i uczciwość generała Petraeusa”; stało się to w odpowiedzi na opublikowaną przez Moveon.org w „The New York Times” dziesięć dni wcześniej kontrowersyjną reklamę, w której nazwisko generała przekręcono na Betray Us (ang. „Zdradź Nas”). 23 września Izba Reprezentantów zatwierdziła podobną uchwałę stosunkiem głosów 341:79.
W październiku 2007 Petraeus wspólnie z ambasadorem Crockerem stworzyli uaktualniony plan organizacji amerykańskich sił w Iraku. Jednym z głównych jego punktów jest przeniesienie głównego nacisku w ich działaniach na przeciwdziałanie szyickim milicjom.
Po raz kolejny Petraeus dokonał oceny sytuacji w Iraku i przedstawił nowe sugestie w marcu 2008.

### Zaangażowanie w Afganistanie
23 czerwca 2010 prezydent Barack Obama mianował go dowódcą wojsk amerykańskich walczących w Afganistanie w miejsce zdymisjonowanego gen. Stanleya McChrystala.

## Praca w CIA
28 kwietnia 2011 roku prezydent Barack Obama ogłosił nominację Davida Petraeusa na stanowisko dyrektora Centralnej Agencji Wywiadowczej. W czerwcu sekretarz obrony Robert Gates przesłał na jego ręce gratulacje z okazji nominacji. Senat Stanów Zjednoczonych zatwierdził nominację Petraeusa na stanowisko dyrektora CIA 30 czerwca 2011 roku, a 6 września tego samego roku został zaprzysiężony na ten urząd w Białym Domu przez wiceprezydenta Joe Bidena. 8 listopada 2012 roku David Petraeus złożył dymisję z zajmowanego stanowiska. Jako przyczynę podał swój romans pozamałżeński.

## Awanse
- podporucznik (Second Lieutenant) – 1974
- porucznik (First Lieutenant) – 1976
- kapitan (Captain) – 1978
- major (Major) –1985
- podpułkownik (Lieutenant Colonel) – 1991
- pułkownik (Colonel) – 1995
- generał brygady (Brigadier General) – 2000
- generał major (Major General) – 2003
- generał porucznik (Lieutenant General) – 2004
- generał (General) – 2007

## Odznaczenia (lista niepełna)

### Amerykańskie odznaczenia wojskowe
- Defense Distinguished Service Medal (z trzema Liśćmi Dębu)
- Army Distinguished Service Medal (z dwoma Liśćmi Dębu)
- Defense Superior Service Medal (z Liściem Dębu)
- Legia Zasługi (z trzema Liśćmi Dębu)
- Brązowa Gwiazda (z odznaką waleczności)
- Defense Meritorious Service Medal
- Meritorious Service Medal (z dwoma Liśćmi Dębu)
- Joint Service Commendation Medal
- Army Commendation Medal (z dwoma Liśćmi Dębu)
- Joint Service Achievement Medal
- Army Achievement Medal

### Amerykańskie nagrody
- Joint Meritorious Unit Award (z trzema Liśćmi Dębu)
- Army Meritorious Unit Commendation
- Army Superior Unit Award

### Amerykańskie odznaczenia za służbę i szkolenia
- National Defense Service Medal (i dwie Service Stars)
- Global War on Terrorism Expeditionary Medal
- Armed Forces Expeditionary Medal
- Medal Kampanii Irackiej
- Armed Forces Service Medal
- Humanitarian Service Medal
- Army Service Ribbon
- Army Overseas Service Ribbon (z dwoma Liśćmi Dębu)

### Amerykańskie odznaczenia niewojskowe
- Superior Honor Award Departamentu Stanu

### Amerykańskie odznaki
- Combat Action Badge
- Expert Infantryman Badge
- Master Parachutist Badge
- Air Assault Badge
- Joint Chiefs of Staff Identification Badge
- Army Staff Identification Badge
- Ranger Tab
- Multi-National Force – Iraq Patch
- 101st Airborne Division (Air Assault) Patch

### Zagraniczne odznaczenia wojskowe
- Honorowy Oficer Orderu Australii (wojskowy) – 2009[83]
- Krzyż Zasługi Ministra Obrony Republiki Czeskiej I Stopnia – Czechy
- La Médaille Commémorative Française – Francja
- Złota Nagroda Orderu Palmy Daktylowej – Irak
- Meritorious Service Cross (wojskowy) – Kanada
- Order of National Security Merit, Tong-Il Medal – Korea Południowa
- Gwiazda Iraku – 2010, Polska[84][85]
- Złoty Medal Wojska Polskiego – 2010, Polska[86][87]
- Odznaka Honoru Szefa Obrony – Rumunia
- Złoty Krzyż Zasługi Korpusu Karabinierów – Włochy
- Wojskowy Order Zasługi I klasy – Zjednoczone Emiraty Arabskie

### Zagraniczne odznaczenia cywilne
- Oficer Legii Honorowej – Francja
- Krzyż Wielki Orderu Oranje-Nassau – Holandia
- Krzyż Komandorski Orderu Zasługi RP – 2010[88]
- Wielki Krzyż Zasługi z Gwiazdą Orderu Zasługi Republiki Federalnej Niemiec – RFN

### Zagraniczne odznaki
- Brytyjska Odznaka Spadochronowa
- Francuska Odznaka Spadochronowa
- Niemiecka Odznaka Spadochronowa

### Odznaczenia międzynarodowe
- Medal ONZ za misje na Haiti
- NATO Meritorious Service Medal
- Medal NATO za misje w byłej Jugosławii